# François Peglau
François Philippe Peglau Tola (Lima, 13 de junio de 1975) es un letrista y músico peruano. Es conocido por su papel en la formación de dos bandas emblemas de la escena independiente peruana: El Ghetto y la muy popular banda Los Fuckin’ Sombreros.

## Biografía
François Peglau empezó a tocar instrumentos a los quince años. Tenía dieciocho años cuando tocó en su primera banda. En 2002 formó la banda muy conocida “Los Fuckin’ Sombreros”. Sin embargo se separaron cuando decidió mudarse al Reino Unido en 2007 y también porque el bajista se estaba yendo.
En 2007 decidió mudarse a Inglaterra y fue un momento clave de su carrera. En efecto grabó en Londres su primer álbum solista titulado The Imminent Failure of Francois Peglau (2011) mientras trabajaba como abogado, consultor y periodista. Su situación de inmigrante y la severa crisis económica le dieron inspiración para componer el álbum en su pequeña habitación. François Peglau explicó que su idea al componer este álbum fue expresar sus sentimientos vinculados a la adaptación de su nueva vida en Londres luego de residir en Perú durante 25 años. Así su situación de inmigrante le dio una nueva perspectiva musical. “Toda persona que ha migrado les cuesta, a otros menos y más, sobre todo si sales sin estructura, sin ningún plan. Musicalmente fue muy bueno”, cuenta François Peglau.
Este primer álbum fue un éxito gracias al entusiasmo del internet y de medios especializados de Europa y Estados Unidos como MTV, Consequences of Sound y My Old Kentucky por ejemplo.
Algunas de sus canciones han dado vuelta al mundo como “One Minute to Midnight Dream (so sad)” y “Sundays Ukulele Song”. Gracias a su popularidad, François Peglau se presentó en varios escenarios como en Londres, Madrid, Nueva York, Ciudad de México y Lima. Además en 2013 fue el único peruano invitado al festival mexicano Vive Latino. El mismo año tocaba como telonero en el show de la banda Blur y en la gira mexicana de la ganadora del Grammy Carla Morrison.
Luego de terminar la gira de su aclamado primer disco, François Peglau regresó a Lima y lanzó mundialmente su segundo disco grabado en Londres, La Crisis del Segundo Disco(2013). Fue inspirado por el nacimiento de su primer hijo, Alec. “Mi disco está muy influenciado por la paternidad y lo que queríamos mostrar en el video [de ‘La vida es un misterio’] era un poco eso: lo bueno y lo malo de la paternidad. Lo lindo que puede ser tu hijo, pero al mismo tiempo todo el trabajo que implica”, explica el artista. 
Este álbum fue reconocido como uno de los mejores discos del año 2013 para importantes medios internacionales tales como MTV Iggy (USA), Sound & Colours (Reino Unido), Redbull Panamerika (México) y El Comercio (Perú). Así MTV, la cadena estadounidense de televisión, le ofreció un contrato para que su música fuera la banda sonora de algunas miniseries de esta cadena.
François Peglau toca la guitarra y el bajo y ha aprendido por su cuenta el teclado y la batería. Aunque grabó por sí mismo la casi totalidad de sus canciones su amiga Lucia Vivanco lo ayudó con el violín y Maria Elena de Losada grabó algunas voces.  
En el 2014 regresa a México para presentarse en el Festival Marvin y realizar una gira por todo el territorio mexicano.
El año después realizó varias importantes apariciones. Se puede citar su participación en el Festival Selvámonos (Perú) y el Festival “El Mapa de todos” (Brasil). Además se convirtió en la banda residente de las conocidas fiestas limeñas London Kolin.
En septiembre de 2017 publica el disco "François Peglau y la Fracaso Band" en colaboración con los músicos de la Fracaso Band.  

## La cultura de hazlo tú mismo
Una particularidad del primer disco de François Peglau es que sus canciones están distribuidas de forma gratuita en el internet por Abogadoloco Records. En efecto François Peglau refleja la tan actual corriente “hazlo tú mismo” en la industria musical. “Hace tiempo que no creo en el sistema. La música hay que regalarla” cuenta al periódico El Comercio (Perú). François no hace música para poder vivir.
Más adelante explica su concepción del “hazlo tu mismo” y su origen: “Me pasó que al inicio era difícil formar una banda y reunirlos a todos cuando quisiese. Así que empecé a crear las canciones por mí mismo. Se trata de ‘la cultura de hazlo tú mismo’, tratar de hacer lo que puedes, sin tratar de parecer algo que no eres. Yo puedo tocar con una caja de plástico, y lo arreglo con distintos softwares, como el ‘Logic’ o el ‘Reason’” explica François Peglau. 
Para componer “solo busco dentro de mi cabeza, me distraigo, me pongo a jugar con la música. Es que la música es bien libre. El día que me siento a pensar en una canción, no digo ‘la tengo que hacer’. Dependiendo de mi estado de ánimo, saldrá lo que me provoque”, dice el artista. 
Así François Peglau se produce mínimo una vez al mes en pubs o fiestas donde “le pasan la voz”.

## Influencias
Su música puede ser definida como lo-fi indie rock inspirada de los “sixties”, no obstante François Peglau también extrae la inspiración del reggae, dub, calypso y electro pop.
The Imminent Failure of François Peglau fue grabado durante su expatriación en Londres durante la crisis económica de 2008, una situación que lo inspiró. Su primer disco está claramente influenciado por músicos tan diferentes como Elliot Smith, Jimmy Cliff y Jorge González. Varios medios internacionales aclamaron su primer álbum solista. Para Fensepost (UK) su disco “se inspira en el pop que se fabrica alrededor del mundo”. Además para el Puerto Rico Indie se brota de un “pop/folk alternativo”. 
En cuanto a su segundo álbum, se puede percibir “los sonidos del rock anglosajón de los Beatles y The Police, algo de la nebulosa chanson parisiana, un poco de surf rock tropical y una pizca del más playero ukulele reggae” de acuerdo con MTV Iggy (USA). François Peglau reconoce de su mismo que es un fan de los Beatles: “de chico me gustaban los Beatles. Después escuché mucho reggae, electrónica y hasta música africana. De todo un poquito”.  El Sounds & Colours (USA) habla de pop anarquista para calificar la música de François Peglau. Se puede decir que La Crisis del Segundo Disco combine melodías pop-folk con aguda crítica social. 
“No creo estar haciendo rock. Ahora hago pop. En estos momentos, el rocanrol ya no es mi nota. Lo fue en el pasado, era mi fotografía del momento. Hoy me muevo en el tema melódico que siempre me gustó. Pero también hago otros géneros. Está el tema “Terminal”, que es medio bolerístico, melancólico” explica François Peglau. 

## Discografía
- The Imminent Failure of François Peglau (2011)
- La Crisis del Segundo Disco (2013)
- François Peglau y la Fracaso Band (2017)

## Videografía
- Everybody loves me
- I'll never be Alain Delon
- Sundays Ukulele Song
- La Vida es un Misterio
- Terminal
- Salvación Mariachi
- Spring Lovers Song
- Who wants to go ?
- One Minute to Midnight Dream (so sad)
- God and the Unconscious want me dead